# Magistrala CFR 300
Magistrala 300 este o cale ferată principală a Căilor Ferate Române, care leagă gara București Nord de gara Oradea, și, mai departe, de calea ferată Oradea–Salonta–(Budapest Keleti).

## Istoric
Construcția infrastructurii de cale ferată s-a făcut de la vest la est. Calea ferată Oradea–Cluj a fost dată în folosință în anul 1870. Calea ferată Cluj–Lunca Mureșului–Teiuș a fost inaugurată în anul 1873.
În anul 1872 a fost dat în folosință tronsonul care leagă gara Teiuș de gara Sighișoara. În anul 1873 a fost finalizată întreaga cale ferată Teiuș-Brașov, putându-se circula de la Brașov prin Oradea până la Budapesta. În anul 1879 a fost dată în folosință calea ferată Ploiești–Brașov. Joncțiunea celor două linii a dus la interconectarea rețelei feroviare a Regatului Român cu Căile Ferate de Stat din Austro-Ungaria.

## Traseul magistralei CFR 300
Magistrala CFR 300 pornește din municipiul București, capitala României, aflat în vestul Câmpiei Vlăsiei, pe văile râurilor Dâmbovița și Colentina. De aici, parcurge următorul traseu complex:
- merge spre nord-vest, ajungând în orașul ilfovean Buftea;
- continuă spre nord, traversând văile râurilor Ialomița și Prahova, în sectorul Câmpiei de subsidență Titu-Gherghița, ulterior ajungând în municipiul Ploiești, a doua reședință de județ de pe traseu;
- merge spre nord-vest, străbătând Câmpia Târgoviște-Ploiești, până la înscrierea în valea Prahovei, la intrare în Subcarpații Prahovei;
- traversează Depresiunea Câmpina, separând apoi Dealurile Câmpiniței (aflate în est) de Dealurile Proviței (aflate în vest);
- intră în sectorul montan al Munților Carpați, separând Grupa munților Bucegi (aflată în vest) de Carpații de Curbură (aflați în est), respectiv masivul Bucegi (aflat în vest) de Munții Baiului (aflați în est);
- intră în Clăbucetele Predealului, iar apoi, părăsind valea Prahovei, se înscrie în valea Timișului, traversând Munții Bârsei, respectiv separând Masivul Postăvaru (aflat în nord-vest) de Masivul Piatra Mare (aflat în sud-est);
- ajunge în Municipiul Brașov, a treia reședință de județ de pe itinerarul magistralei CFR 300;
- continuă spre nord, înscriindu-se, în satul Feldioara, în lunca Oltului;
- traversează, de la sud spre nord, Culoarul depresionar Feldioara-Augustin, despărțind Munții Perșani, aflați în vest, de Munții Baraolt, aflați în est;
- străbate Defileul Oltului de la Racoș, separând Munții Perșani aflați în sud, de Munții Vârghișului, aflați în nord;
- intră în sectorul sudic al Subcarpaților Transilvaniei, cunoscut sub denumirea de Subcarpații Odorheiului și ai Homoroadelor, traversând Depresiunea intracolinară Hoghiz;
- traversează, în continuare, dinspre sud-est spre nord-vest, ulucul depresionar Archita-Beia-Rupea, intrând, ulterior, în Podișul Târnavelor;

- se înscrie în valea Târnavei Mari, separând:
  - în sectorul Sighișoara-Copșa Mică: Podișul Hârtibaciului, aflat în sud, de Dealurile Dumbrăvenilor, aflate în nord;
  - în sectorul Copșa Mică-Blaj: Podișul Secașelor, aflat în sud, de Dealurile Blajului, aflate în nord;
  - în sectorul Blaj-Teiuș: Podișul Secașelor, aflat în sud, de Dealurile Lopadei, aflate în nord.
- în sectorul Blaj-Teiuș, magistrala CFR 310 urmează valea râului Târnava, până la vărsare, în orașul Teiuș.
- în continuare, intră în Culoarul depresionar Alba Iulia - Turda, pe care îl străbate de la sud la nord, urmând cursul râului Mureș; în vest se află Munții Trascăului, în spatele unui șir de dealuri submontane, printre care se numără dealurile Bilag și Măhăceni, iar în est se află Dealurile Lopadei;
- în orașul Ocna Mureș, deservit de stația CFR Războieni, magistrala CFR se înscrie în lunca Arieșului, până în municipiul Câmpia Turzii;
- de aici, aceasta urmează cursul Pârâului Florilor, traversând Dealul Feleacului și ajungând în municipiul Cluj-Napoca, aflat la vărsarea râului Nadăș în râul Someșul Mic;
- mai departe, traversează Podișul Păniceni, cunoscut și sub denumirea de Dealurile Nadășului, urmând ca apoi să intre în Depresiunea submontană Huedin;
- ulterior, traversează sectorul nordic al Munților Apuseni, de-a lungul văii râului Crișul Repede, separând Munții Vlădeasa, aflați în sud, de Munții Meseș și Plopiș (Șes), aflați în nord; în acest sector, calea ferată străbate Pasul Ciucea (582 m);
- în continuare, magistrala feroviară intră în Depresiunea Vad-Borod, din cadrul Dealurilor Crișanei, sectorul central al Dealurilor de Vest, tranzitând orașul Aleșd și ajungând, în final, în Municipiul Oradea, aflat la poalele dealurilor omonime, la granița cu Câmpia de Vest;
- la finele traseului, calea ferată străbate partea sudică a Câmpiei Santăului, aflată în sectorul nordic al Câmpiei Crișurilor, din cadrul Câmpiei de Vest; punctul de trece a frontierei pe magistrala CFR 300 este Episcopia Bihor.

## Căi ferate principale
- 300 București Nord - Ploiești Vest - Brașov - Sighișoara - Copșa Mică - Războieni - Cluj Napoca - Huedin - Oradea (649 km)
- 310 Oradea - Arad - Timișoara (178 km)

## Căi ferate adiacente sau secundare
| Secția | Traseu                                             | Lungime (km) | Operator                                                                 |
| ------ | -------------------------------------------------- | ------------ | ------------------------------------------------------------------------ |
| 301    | Câmpina - Telega                                   | 5            | Desființată                                                              |
| 302    | Ploiești Sud - Târgoviște                          | 52           | Transferoviar Călători                                                   |
| 303    | Ion Luca Caragiale - Moreni - Filipeștii de Pădure | 28           | CFR (pe distanța Ditești-Moreni este desființată, restul - trafic redus) |
| 304    | Ploiești Sud - Măneciu                             | 51           | Transferoviar Călători                                                   |
| 305    | Câmpia Turzii - Turda                              | 9            | CFR (doar transport marfă)                                               |
| 306    | Ploiești Vest - Slănic Prahova                     | 44           | Transferoviar Călători                                                   |
| 307    | Blaj - Târnăveni - Bălăușeri (- Praid)             | 71 (113)     | Regio Călători                                                           |
| 308    | Sighișoara - Odorhei                               | 48           | CFR Călători                                                             |
| 309    | Turda - Abrud (linie îngustă)                      | 93           | Închisă (se circulă ocazional pe Câmpeni-Abrud)                          |
| 310    | Timișoara - Arad - Oradea                          | 178          | CFR                                                                      |
| 311    | Huedin - Călățele                                  | 14           | Desființată                                                              |
| 312    | Oradea - Cheresig-Gyoma (Ungaria)                  | 113          | CFR                                                                      |
| 313    | Nădab - Grăniceri                                  | 20           | Închisă din mai 2014                                                     |
| 314    | Oradea - Holod                                     | 53           | Interregional Călători                                                   |
| 315    | Rogoz - Dobrești                                   | 10           | Desființată                                                              |
| 316    | Ciumeghiu - Holod - Vașcău                         | 101          | Interregional Călători                                                   |
| 317    | Arad - Brad                                        | 167          | Regio Călători (până la Ineu) și CFR Călători (din 11 ianuarie 2021)     |
| 318    | Ineu - Cermei                                      | 14           | Regio Călători                                                           |